# Fujikawaguchiko
Fujikawaguchiko (富士河口湖町?) è una cittadina giapponese della prefettura di Yamanashi.
In questa città è presente la Grotta del vento Fugaku.